# Pterostylis australis
Pterostylis australis är en orkidéart som beskrevs av Joseph Dalton Hooker. Pterostylis australis ingår i släktet Pterostylis och familjen orkidéer. Inga underarter finns listade i Catalogue of Life.